# Hypothyris zeros
Hypothyris zeros är en fjärilsart som beskrevs av Fox och Real 1971. Hypothyris zeros ingår i släktet Hypothyris och familjen praktfjärilar. Inga underarter finns listade i Catalogue of Life.